# Американский ниндзя 3: Кровавая охота
«Американский ниндзя 3: Кровавая охота» (англ. American Ninja 3: Blood Hunt) — кинофильм в жанре боевика. США, 1989 года

## Сюжет
Шон Дэвидсон воспитывается у отца, который всю жизнь занимался каратэ. Он видел в этом всю свою жизнь, почитал японские традиции и чтил культуру. Его решением было передать всё это своему любимому и единственному сыну. Сразу же после его рождения фанатики-террористы лишают жизней его родителей.
Опекой над парнем и его воспитанием занимается японский учитель восточных единоборств. Шон становится прекрасным бойцом, впитавшим с детства лучшие традиции непобедимых воинов ниндзя. Чтобы испытать своё искусство в деле, Шон решает принять участие в международных соревнованиях по каратэ и успешно на них выступает. Однако победа обернулась для него серьёзными проблемами: во время турнира Шон и его новый друг Кёртис Джексон узнают, что международный турнир на островном государстве в Карибском море привлёк внимание террористической группировки, глава которой, Кобра, решил использовать чемпиона в своих целях.
Тут же Дэвидсон узнаёт, что победителя чемпионата ждут секретные опыты в одной из лабораторий, которая занимается новейшей разработкой биологического оружия, способного уничтожить планету. Зараженный Шон находится в серьёзной опасности, но ему на помощь приходят Декстер и Джексон, которые объединяются с американским ниндзя, чтобы бороться с Коброй. На стороне террористов — целая армия генетически модифицированных ниндзя, которыми руководит Чан Ли. Раскрыв заговор, друзья практически голыми руками сокрушают крепость-лабораторию Кобры и спасают мир.

## В ролях
| Актёр            | Роль                   |
| ---------------- | ---------------------- |
| Дэвид Брэдли     | Шон Дэвидсон           |
| Эван Дж. Клиссер | Декстер                |
| Стив Джеймс      | сержант Кёртис Джексон |
| Марджо Гортнер   | «Кобра»                |
| Робин Микс       | чёрный ниндзя          |
| Джон Барретт     | Джо Симпсон            |
| Мишель Б. Чан    | Чан Ли                 |
| Иегуда Эфрони    | Андреас                |
| Кальвин Юнг      | Идзумо                 |